# Daniel Popper
Daniel Magnes Popper (17 d'agost de 1913 - 9 de setembre de 1999) va ser un astrofísic estatunidenc. Ell va néixer a Oakland, Califòrnia. Va estudiar a la Universitat de Califòrnia, Berkeley, on va rebre el seu doctorat el 1938. Es va incorporar a la Universitat de Califòrnia, Los Angeles el 1947, convertint-se en un professor de temps complet el 1955. Va treballar en la UCLA fins a la seva jubilació el 1978. Popper va morir el 1999.